# Holorusia degeneri
Holorusia degeneri är en tvåvingeart som beskrevs av Alexander 1978. Holorusia degeneri ingår i släktet Holorusia och familjen storharkrankar. Inga underarter finns listade i Catalogue of Life.